# Geophilus anonyx
Geophilus anonyx är en mångfotingart som först beskrevs av Chamberlin 1941.  Geophilus anonyx ingår i släktet Geophilus och familjen storjordkrypare. Inga underarter finns listade i Catalogue of Life.